# Lágr Idjacha

## Popis
Pracovní tábor u řeky Idjacha sloužil ke stavbě a údržbě železnice a mostu přes blízkou řeku. V táboře se nedochoval žádný barák v relativně neporušeném stavu. Naopak velmi zachovalá je část oplocení z ostnatého drátu a strážní věž.

## Lokalizace
Trestný lágr leží cca 7 km od Jermakova a téměř kilometr stranou od zbytků náspu, ze kterého je kvůli porostu a tajze viditelnost maximálně pár desítek metrů do strany.

## Význam tábora
Tábor sloužil ke stavbě a údržbě mrtvé trati.